# Basilio Leto
Basilio Leto (Masserano, 29 settembre 1819 – Torino, 15 febbraio 1896) è stato un vescovo cattolico italiano.

## Biografia
Nato nel 1819 da una famiglia distinta di Masserano, frequentò il seminario di Vercelli, dove fu ordinato sacerdote ed entrò nella congregazione diocesana degli oblati dei Santi Eusebio e Carlo di Vercelli, considerata vicina alla Compagnia di Gesù, di cui erano nemici i liberali.
Dal 1845 al 1873 fu parroco di Trino Vercellese. Nel 1861, alla morte di Camillo Cavour si rifiutò di recitare l'orazione funebre, in quanto lo considerava colpevole di una politica avversa alla chiesa e scomunicato. Il 27 luglio il consiglio comunale di Trino si riunì in seduta straordinaria sotto la presidenza del sindaco avvocato Marcello Fracassi e approvò all'unanimità, 11 presenti su 20, un documento in cui stigmatizzava l'operato del parroco.
Eletto vescovo di Biella da papa Pio IX il 25 luglio 1873, entrò in diocesi il 7 settembre dello stesso anno, ma non avendo ancora ottenuto il regio exequatur prese provvisoria dimora nel seminario maggiore. Per l'exequatur dovette attendere oltre tre anni, in cui gli fu impedito di godere del palazzo vescovile e dei beni della mensa vescovile. Quintino Sella espresse le sue riserve su un vescovo nominato «dal solo papa (o meglio Don Bosco) senza presentazione del governo», riconoscendo l'influenza di don Giovanni Bosco a vantaggio del clero intransigente.
Si contrappose all'episcopato filogiansenista del suo predecessore Giovanni Pietro Losana e adottò per il seminario i testi dei neotomisti romani e napoletani invece dei testi rosminiani e persino preferiti alle pubblicazioni tomiste moderate del professore biellese Pietro Tarino. Si allineò così all'enciclica Aeterni Patris di papa Leone XIII, che gli rivolse personali apprezzamenti nel breve Gratulamur magnopere del 26 luglio 1880. Tuttavia, serbò una certa continuità, confermando il vicario generale di monsignor Losana, Davide Riccardi, di cui preparò la nomina a vescovo, nonostante avesse simpatie conciliatoriste, attenuatesi tuttavia dopo il Concilio Vaticano I e la presa di Roma.
Celebrò il secondo sinodo diocesano nel 1882, in cui fra gli altri provvedimenti approvò un'associazione di preti diocesani che si dedicavano alla predicazione di missioni nelle parrocchie.
Pur pastore di una diocesi che per via dell'industrializzazione era attraversata dal movimento operaio, dimostrò una certa ostilità, soprattutto con la proibizione per le bandiere operaie di entrare in chiesa. Quest'atto segnerà la rottura fra i cattolici e la grande maggioranza del movimento operaio, che espresse tendenze mazziniane, socialiste e anche apertamente anticlericali. Biella Cattolica, il giornale diocesano, sospettava le società operaie di essere inclini alla massoneria e le considerava in contrapposizione con le antiche confraternite religiose, che avevano anche scopi di mutuo soccorso. Secondo il diritto canonico potevano entrare in chiesa soltanto le bandiere e gli stendardi che erano stati benedetti e si potevano benedire solo quelle insegne che avevano simboli religiosi o appartenevano a confraternite erette canonicamente. Gli operai reclamano la benedizione, facendo leva sulla bontà dei fini civili delle loro società, in una testimonianza della crescente secolarizzazione e nel contempo di una volontà di non essere esclusi dalla chiesa, ai cui precetti e soprattutto alla carità e al soccorso fraterno si richiamano. La questione delle bandiere si trascinò a lungo: nel 1895 sarà indetto a Mosso un congresso per le bandiere, in cui gli interventi saranno ispirati a un anticlericalismo lampante. Al congresso seguiranno l'astensione dalla partecipazione ai funerali religiosi e le prime sepolture civili, in cui gli operai accompagneranno al cimitero le salme dei soci, con le bandiere e le bande musicali, ma senza l'intervento del clero.
Promosse l'attività sociale dell'Opera dei Congressi, la cui delegazione diocesana biellese fu costituita nel 1878, con cui volle rilanciare l'associazionismo cattolico, per contrastare l'ascendente delle società operaie di ispirazione laica e anticlericale: durante il suo episcopato furono fondate la Società operaia di mutuo soccorso di Santo Stefano di Biella e la Società operaia di Sant'Anna del Piazzo.
Fu attivo nella diffusione della stampa cattolica, prima con la fondazione de Il Biellese, organo della diocesi di Biella fondato nel 1882, poi con L'Oropa, uscito dal 1884 al 1886, ed espressione del cattolicesimo intransigente. La stampa cattolica si contrapponeva al giornale mazziniano La Sveglia, ferocemente anticlericale, di cui il vescovo proibì la lettura: secondo La Sveglia le dottrine di Cristo si potevano compendiare in una sola parola: "democrazia", ma l'acerrimo nemico della democrazia era «il prete».
Nel 1877 diede alle stampe un corposo Proprio per la diocesi di Biella, con il titolo Officia in ecclesia bugellensi, che prevede ben 130 feste di santi. Nel 1874 aveva inaugurato il culto liturgico al beato Agostino de Fango, in seguito a ricerche storiche già incominciate durante l'episcopato precedente. Volle che quest'inaugurazione riuscisse imponente e nell'occasione convennero a Biella dieci vescovi piemontesi. Altra devozione cara al vescovo fu quella al Sacro Cuore di Gesù, che diffuse in quasi tutte le parrocchie biellesi.

Decretò l'erezione delle parrocchie di Riva San Cassiano, Sant'Eurosia e San Giovanni d'Andorno.
Fondò il collegio De Fangis, superando l'impostazione del ginnasio-liceo del seminario voluto da Losana, che aveva rivendicato un ruolo attivo della diocesi nell'istruzione nei tempi in cui lo Stato istituiva scuole laiche. Il collegio De Fangis, considerato il terzo seminario, dopo il Seminario maggiore e quello minore per la formazione dei sacerdoti, era destinato agli alunni che non avrebbero potuto frequentare un'università e diventerà noto poi come l'istituto del padre Gurgo, dal nome del direttore, il filippino Agostino Gurgo.

Al Catechismo biellese fece aggiungere tre domande-risposte intorno al dogma dell'infallibilità pontificia definito nel Concilio Vaticano I:
«Ed il Papa, quando insegna da sé solo può egli errare?
Signor no, il Papa è infallibile quando insegna, definisce e parla come maestro e pastore universale, nelle cose che riguardano la fede e la morale.
Per quale ragione tanto la Chiesa quanto il Papa sono infallibili?
Per la speciale e continua assistenza dello Spirito Santo, che è spirito di verità.
Chi dunque non credesse l'infallibilità sì della Chiesa che del Papa peccherebbe mortalmente?
Signor sì, perché sono verità di fede l'una e l'altra infallibilità; e perché specialmente Gesù Cristo ha voluto dotare il Papa, suo vicario, di quella stessa infallibilità della quale ha dotato la Santa Chiesa.»
Nel palazzo vescovile la camera in cui sotto il suo predecessore aveva soggiornato come ospite Giuseppe Garibaldi era rimasta disabitata e conservata senza mutamenti. Monsignor Leto non poteva tollerare che nel suo palazzo ci fosse posto per i cimeli garibaldini, liquidò il mobilio e trasformò la camera per sé.
Durante il suo episcopato il Santuario di Oropa, che per sfuggire agli incameramenti previsti dalle leggi eversive era stato fittiziamente trasformato in ospizio mediante una finzione giuridica, si dotò di uno Statuto organico che ne alterava ulteriormente il suo carattere di chiesa, riducendo a due i canonici nel consiglio di amministrazione, negando la presidenza al vescovo e diminuendo il numero di preti collegiali in servizio a Oropa. Se nel 1868 far passare Oropa come un ospizio aveva salvato il santuario dalla soppressione, nel 1878, facendo leva sulla pretesa natura di ospizio, lo Statuto intendeva trasformare il santuario in ciò che non era, negandone la storia.
I suoi rapporti con il capitolo cattedrale non furono buoni, tanto che il vescovo intentò una causa a Roma contro il capitolo, perdendola. I canonici scrissero al vescovo che si voleva «rompere quella buona armonia e concordia che da più di anni quaranta regnava e regnar dovrebbe tra vescovo e capitolo», dimostrando una nostalgia del vescovo precedente. Ebbe invece ottimi rapporti con l'Oratorio di San Filippo, che lodò nelle sue relazioni a Roma.
Rinunciò alla diocesi per motivi di salute, ma forse anche in seguito ai contrasti con il capitolo, nel 1885 e dal 1896 si ritirò nell'ospizio di San Giovanni Evangelista di Torino, continuando l'attività pastorale di confessore. I canonici descriveranno il suo episcopato con parole di misuratissimo elogio: «nei dodici anni che resse questa diocesi [ha] esercitato con zelo ed attività il suo ministero episcopale, promovendo specialmente le opere di pietà e di devozione raccomandate dai sommi pontefici», in cui è facile leggere in filigrana le critiche verso il devozionalismo e una fedeltà al papa ritenuta eccessiva dai canonici che dimostravano una tendenza al cattolicesimo liberale.
Morì per una malattia cardiaca il 15 febbraio 1896.
I funerali furono celebrati a Torino.
Venne sepolto presso il cimitero di Trino il successivo 21 febbraio.

## Genealogia episcopale e successione apostolica
La genealogia episcopale è:
- Cardinale Scipione Rebiba
- Cardinale Giulio Antonio Santori
- Cardinale Girolamo Bernerio, O.P.
- Arcivescovo Galeazzo Sanvitale
- Cardinale Ludovico Ludovisi
- Cardinale Luigi Caetani
- Cardinale Ulderico Carpegna
- Cardinale Paluzzo Paluzzi Altieri degli Albertoni
- Papa Benedetto XIII
- Papa Benedetto XIV
- Papa Clemente XIII
- Cardinale Bernardino Giraud
- Cardinale Alessandro Mattei
- Cardinale Pietro Francesco Galleffi
- Cardinale Giacomo Filippo Fransoni
- Arcivescovo Alessandro Riccardi di Netro
- Arcivescovo Lorenzo Gastaldi
- Arcivescovo Celestino Matteo Fissore
- Vescovo Basilio Leto

La successione apostolica è:
- Arcivescovo Davide Riccardi (1878)